# Halbtrockenrasen am Schwanberg
Der Halbtrockenrasen am Schwanberg ist ein Naturschutzgebiet im Naturraum Steigerwald, das sich über eine Fläche von etwa neun Hektar erstreckt. Es befindet sich innerhalb des Stadtgebietes von iphofen und in der Gemeinde Rödelsee im unterfränkischen Landkreis Kitzingen. Das Schutzgebiet liegt grob zwischen dem Ort Schwanberg im Norden sowie der Stadt Iphofen im Süden. Die Ausweisung als Naturschutzgebiet erfolgte 1991.

## Geographische Lage
Der Halbtrockenrasen am Schwanberg liegt im Norden des Hauptortes Iphofen an den Hängen des namensgebenden Schwanbergs, der als Berg des Steigerwaldes weit in das nach ihm benannte Schwanbergvorland als Teil des Steigerwaldvorlandes hineinragt. 
Im Norden erhebt sich in ca. 700 Metern Entfernung die Michaelskirche als Zentrum des Rödelseer Gemeindeteils Schwanberg. Im Süden beginnen unterhalb des Naturschutzgebietes die Weinstöcke der Iphöfer Weinlage Julius-Echter-Berg. 
Das Gebiet wird lediglich über Wanderwege erschlossen und teilweise vom Iphöfer Stadtwald eingenommen. Das gesamte Gebiet ist außerdem Teil des Vogelschutzgebietes Südlicher Steigerwald sowie des FFH-Gebietes Vorderer Steigerwald mit Schwanberg.

## Schutzgründe
Mit Beschluss vom 29. November 1991 wurde das Naturschutzgebiet Halbtrockenrasen am Schwanberg durch Verordnung der Regierung von Unterfranken ausgewiesen. Zunächst umfasste es eine Fläche von etwa 9,4 Hektar. 
Damals war das Gebiet auf die Gemarkung von Iphofen beschränkt. Drei Schutzziele wurden definiert: Zum einen sollten am Schwanberg die letzten Reste früher ausgedehnter Halbtrockenrasen mit ihren besonderen Pflanzen- und Tiergesellschaften erhalten werden, hierfür sollte zweitens auch gegen die fortschreitende Verbuschung vorgegangen werden. Hierdurch sollte das Mosaik aus verbuschten Flächen und solche ohne und mit Bewaldung erhalten bleiben.
Im Rahmen der Biotopkartierung 2010 wurden in diesem Naturschutzgebiet verschiedene Biotop- und Lebensraumtypen (LRT) nachgewiesen. Zu den identifizierten Lebensräumen gehören Magerrasen, basenreich (LRT 6210), wärmeliebende Säume, Rohboden und artenreiches Extensivgrünland (LRT 6510).

## Artnachweise und Gefährdung
Im Naturschutzgebiet wurden bei der Biotopkartierung im Jahr 2010 verschiedene Arten nachgewiesen, die auf der Liste der roten Arten stehen. 
Diese umfassen eine Vielzahl von Pflanzen und Tieren wie das Gewöhnliche Turmkraut, die Feinblättrige Vogel-Wicke, die Zauneidechse, das Tannen-Thujamoos, die Färber-Hundskamille, den Kicher-Tragant, die Rapunzel-Glockenblume, die Schmalblättrige Wiesen-Flockenblume (Ungarische Flockenblume), das Echte Tausendgüldenkraut, die Echte Hirschwurz, die Gewöhnliche Hundszunge, die Karthäusernelke, die Warzen-Wolfsmilch, die Gewöhnliche Sichelmöhre, die Hügel-Erdbeere, den Sanddorn, die Magerwiesen-Margerite, das Schopfige Kreuzblümchen, die Weiße Braunelle und die Wiesen-Schlüsselblume.
Die Biotopkartierung ergab, dass die Biotope innerhalb des Naturschutzgebiets durch Verbuschung und Gehölzanflug, Beschattung, Schlehenjungwuchs sowie aufkommende Gehölze wie die Unbewehrte Trespe beeinträchtigt sind.